# Rzemlik plamisty
Rzemlik plamisty (Saperda scalaris) – gatunek chrząszcza z rodziny kózkowatych. Zamieszkuje Europę, Afrykę Północną i Azję. Żeruje na drzewach liściastych.

## Taksonomia
Gatunek został po raz pierwszy opisany naukowo przez Karola Linneusza jako Cerambyx scalaris w Systema Naturae. W 2023 roku Michaił Danilewski zaproponował przeniesienie go do nowego rodzaju Eusaperda jako E. scalaris.

## Morfologia
Chrząszcz o ciele długości około 18 mm. Ubarwienie kontrastowe, żółto-zielone lub żółto-szare. Deseń na pokrywach to zwykle jasny pas przy szwach, od którego biegną haczykowate jasne poprzeczne paski, na ciemnym tle znajdują także izolowane jasne plamki. Na przedpleczu trzy czarne plamki. Desenie na pokrywach bywają różne, stwierdzono 57 schematów ubarwienia. Czułki wydłużone, pałeczkowate.

## Ekologia i występowanie
Występuje w całej Europie (w tym niemal w całej Polsce, niestwierdzony np. w Tatrach), a także na Kaukazie, Zakaukaziu, w Iranie, w Rosji na Syberii i w Kraju Nadmorskim, w Chinach, w Afryce Północnej. Zamieszkuje niziny i góry w ich niższych partiach. Spotykany zazwyczaj sporadycznie. Samce przylatują do sztucznego światła. 
Imagines prowadzą skryty tryb życia, samce zazwyczaj bytują w górnej części drzew, natomiast samice na pniach i drewnie. Rójka trwa od maja do sierpnia. Jaja są składane pojedynczo w zagłębienia kory osłabionych lub ściętych drzew. W przeciwieństwie do innych przedstawicieli rodzaju Saperda larwy żerują wyłącznie na martwych drzewach bądź złomach. Larwy żerują pomiędzy korą i drewnem, naruszają biel poprzez drążenie nieregularnych chodników. Zimują dwukrotnie, przepoczwarczają się w maju lub czerwcu w drewnie na głębokości około 1 cm. Przed osiągnięciem dojrzałości płciowej imagines odżywiają się liśćmi i korą młodych pędów w koronach drzew liściastych: brzozy, buka, dębu, leszczyny, olchy, orzecha włoskiego, topoli, wiązu, wierzby, a także drzew owocowych.  

## Galeria

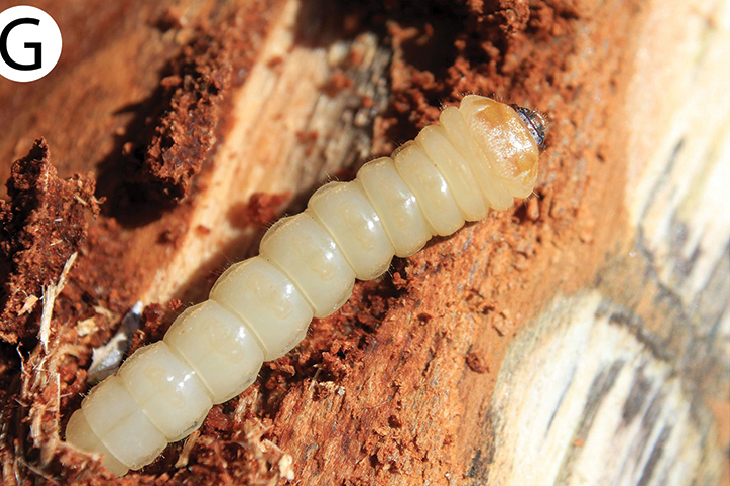
Larwa
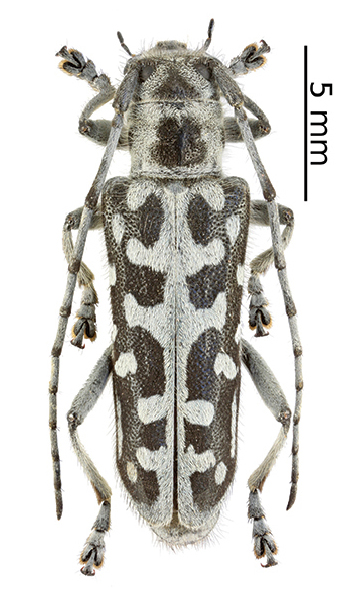
Samica, jasna forma
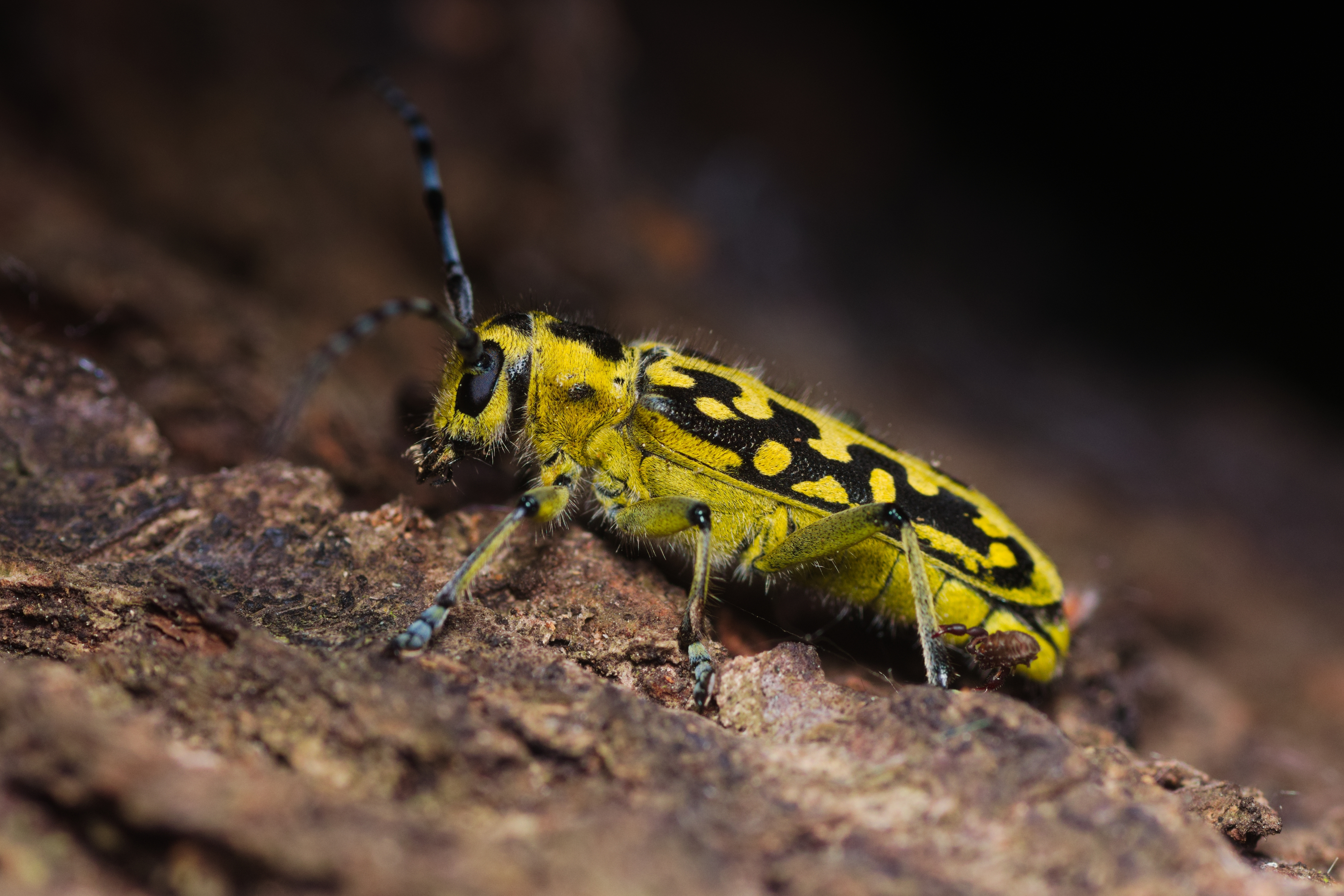
Widok z boku
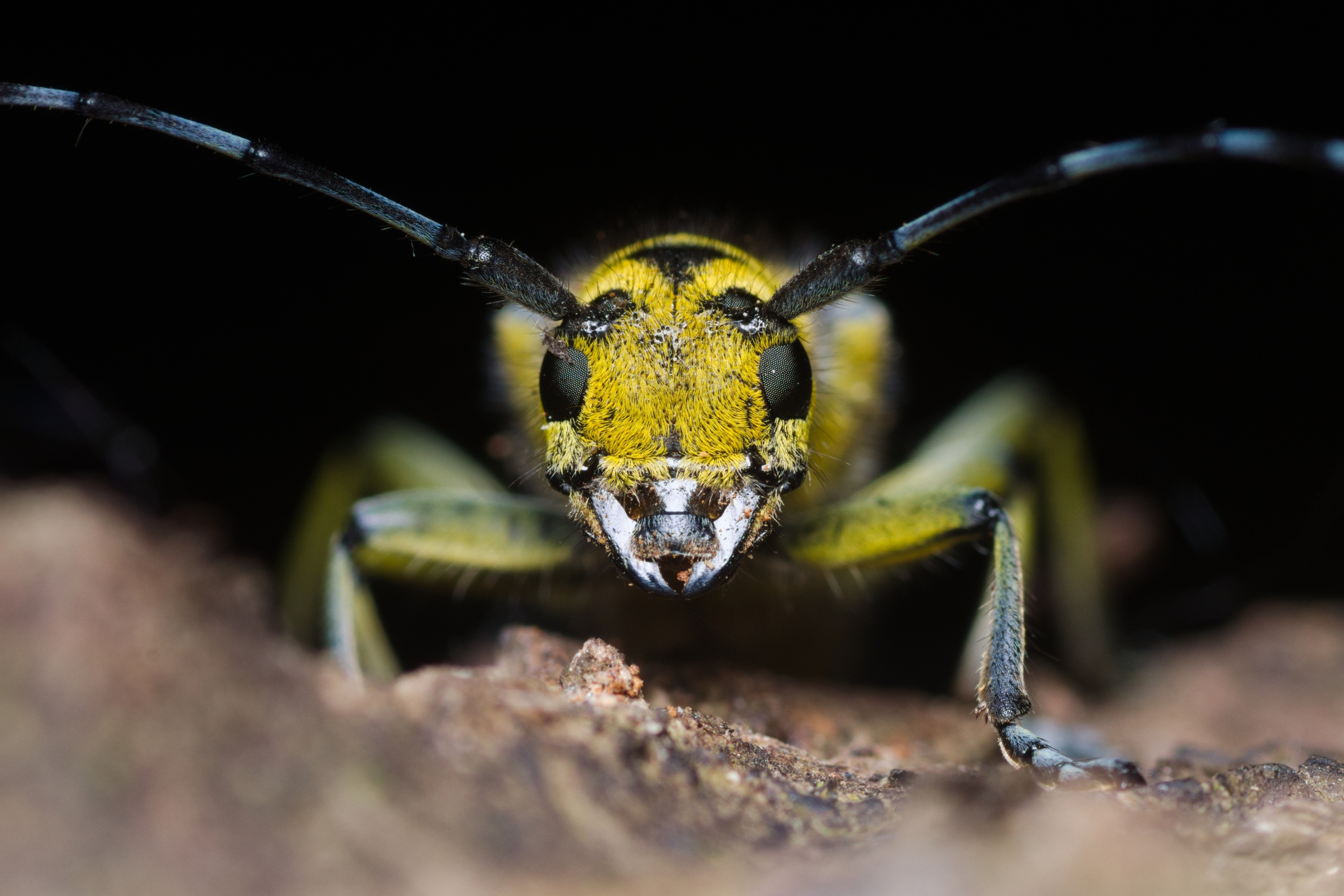
Głowa
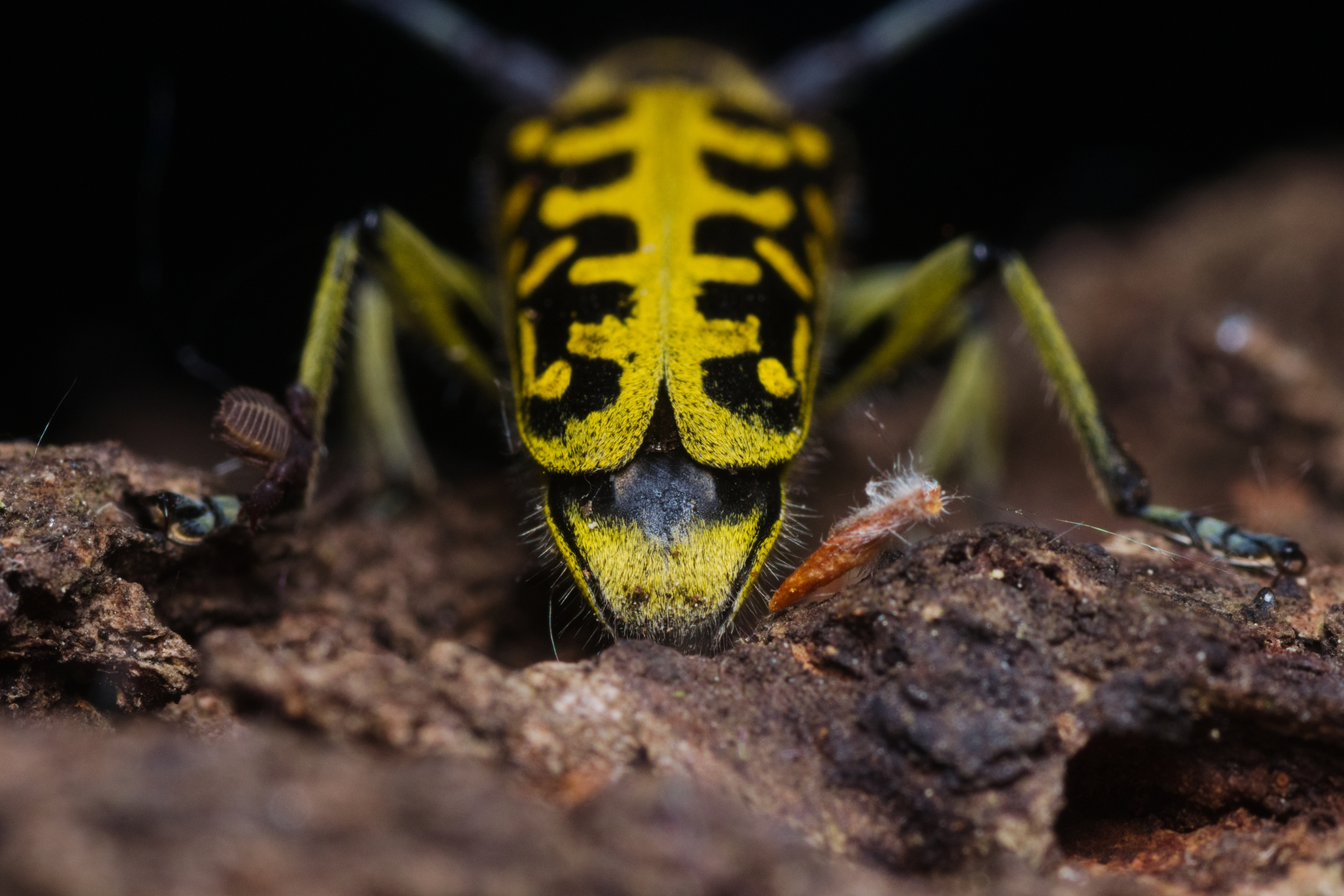
Odwłok